# Porte Adriana
Pour les articles homonymes, voir Adriana (homonymie).
La Porta Adriana, également appelée Port'Aurea Nova, est une porte de Ravenne située à l'extrême ouest de la Via Cavour, près de la Piazza Baracca, à la périphérie du centre-ville historique.

## Histoire
Les origines de la première porte Adriana sont incertaines, cependant, elle est déjà présente dans les cartes du XIe siècle qui la placent adjacente à un canal venant du fleuve Pô. Avec sa position, elle reliait le territoire d'Adria et la mer Adriatique.
La construction du bâtiment actuel a débuté en 1582 à la demande du cardinal Guido Luca Ferrero et a pris fin l'année suivante avec l'apposition d'un épigraphe (disparu puis ré-ajouté en 1904).
La porte a ensuite reçu un nouveau nom (également connu sous le nom de Giustiniana et Teguriense), en raison de l'utilisation de marbres décoratifs provenant du port d'Aurea, récemment démoli.
En 1615, le cardinal Domenico Rivarola fit restaurer la façade intérieure côté ville. D'autres travaux ont eu lieu en 1857, lorsque le pape Pie IX s'est rendu à Ravenne.

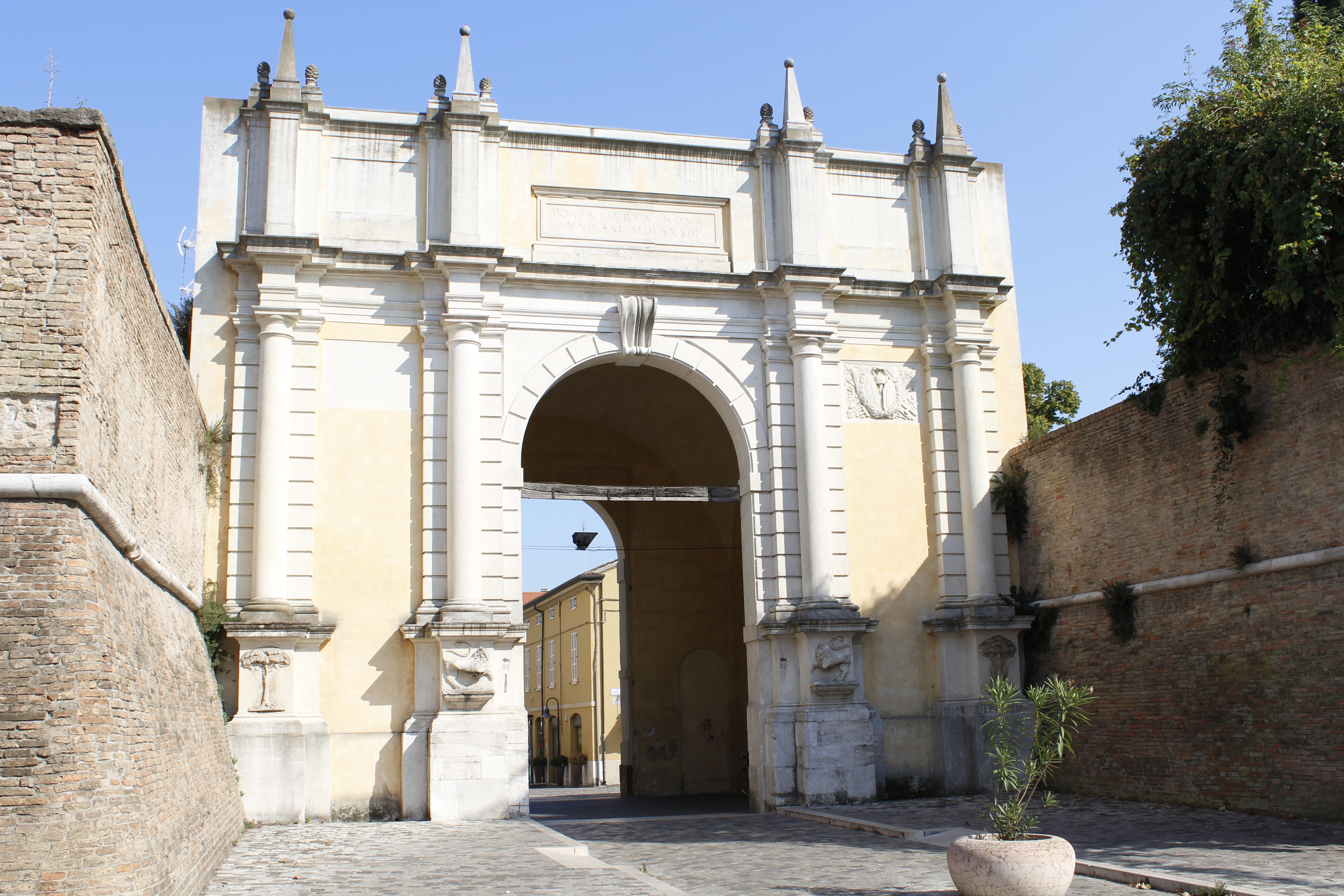
Vue de la façade externe.
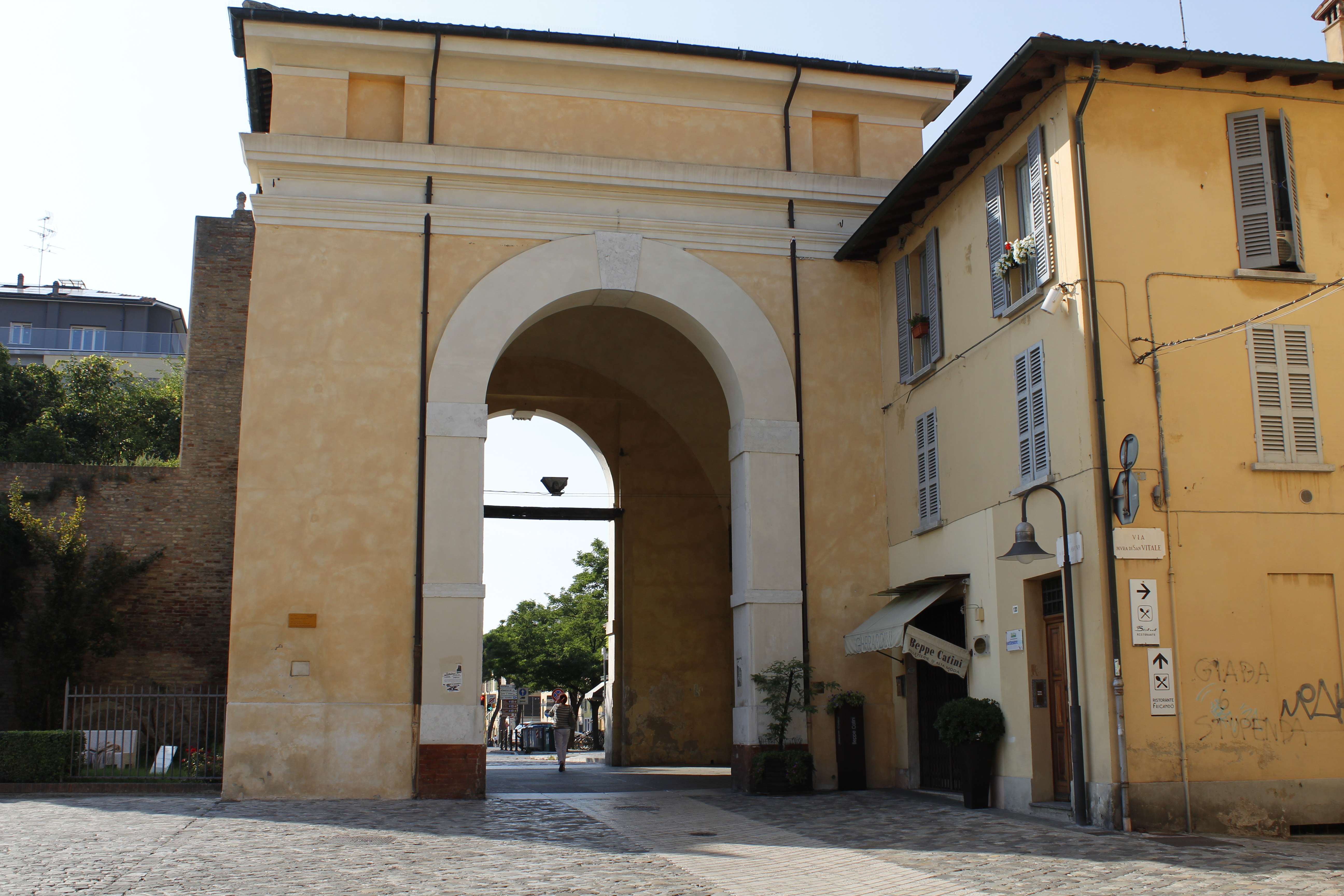
Vue de la façade interne.
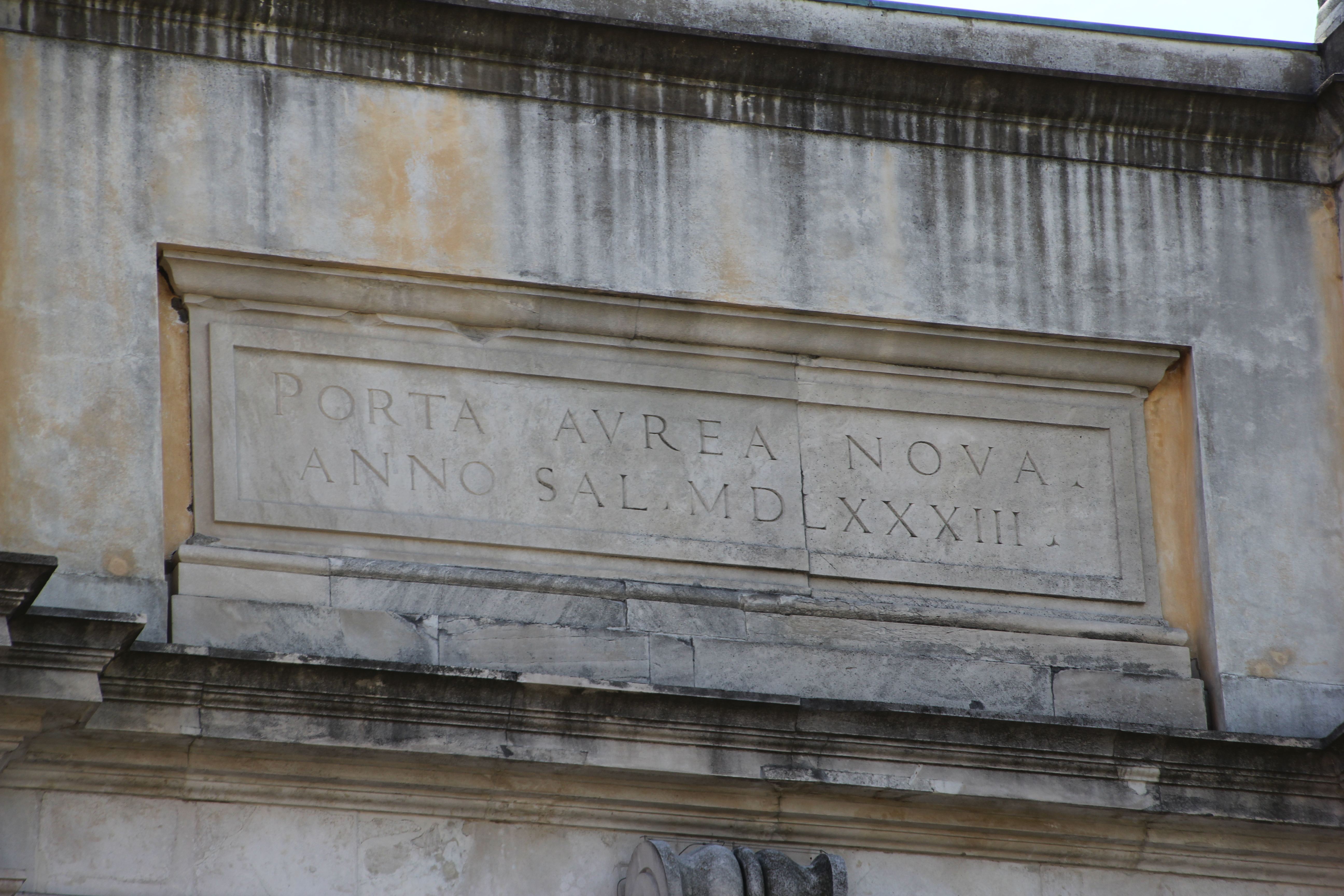
Détail de l'épigraphe.